# Museo del Holocausto (Odessa)
El Museo «Holocausto - Víctimas del fascismo» (Музей «Холокоста – жертв фашизма») de Odesa es el primer museo de Ucrania dedicado al genocidio de la población judía en el territorio de Transnistria (el territorio que fue de 1941 a 1943 bajo la jurisdicción de Rumania y ocupó Odessa, Nikoláyev y parte de la región de Vínnitsa).

## Historia
En 1995 surgió la idea de crear un museo del Holocausto en Odessa, una propuesta de Dmitri Gutajov, exprisionero del campo de concentración de Domaniovka, y Yefim Nilva, exprisionero del fascismo. El primer presidente de la organización internacional exprisioneros de los guetos y campos de concentración, Leonid Petróvich Sushon, exprisionero del gueto de Domaniovka, apoyó la idea.
El museo fue inaugurado 14 años después por decisión del Consejo de la Asociación Regional de Judíos de Odesa —ex prisioneros del gueto y campos de concentración nazis—, presidido por Román Márkovich Shvartsman. La fecha de la apertura del museo fue simbólica. Fue en este día, 22 de junio de 1941, cuando comenzó la Gran Guerra Patria.
Dmitri Gutajov destacó en su discurso de inauguración que el museo era un hito importante en el camino de la memoria.
El primer director del museo fue Víktor Frántsevich Sabulis.

## Exposiciones

### Exposiciones permanentes
Inicialmente, en dos salas del museo se exhibieron alrededor de mil quinientas exposiciones: fotografías, documentos, tabletas y exhibiciones, testigos de la época, la mayoría de los cuales provienen de colecciones privadas de judíos de Odessa, traídas por ex prisioneros.
Cosas de prisioneros, extractos de varias publicaciones, órdenes de las autoridades de ocupación, así como fotografías documentales. Una parte importante de la exposición fue transferida al museo desde Chicago (Estados Unidos) por el prisionero del gueto de Odesa Lev Dumer, ya fallecido.
Hoy, el museo presenta dos pisos de la estructura y de los institutos de investigación de la biblioteca, el centro de formación y el espacio.
Inicialmente, la exposición da una idea general del Holocausto, y luego se concentra en el destino de los judíos de Odesa y Transnistria. Además de la exposición permanente, el Museo ofrece entrevistas de audio y video, una biblioteca y una sala conmemorativa.
La exposición permanente abarca cinco salas del museo.
- Sala de la Biblioteca, que presenta literatura relacionada con la historia del Holocausto, documentos históricos, artefactos, fotografías históricas y personales, historia oral y video, pertenencias personales de antiguos prisioneros de campos de concentración y guetos.

- Sala que muestra la historia de la ocupación nazi de Ucrania, y después de Transnistria hasta Odesa y la región del mismo nombre. Un mapa interactivo de Transnistria muestra los campos de exterminio, los campos de trabajo y los guetos.

- Sala que representa la vida normal de una familia judía antes de la guerra, en el shtetl, como se denominaban estas localidades.

- Sala de Justos entre las Naciones. Aquí están las fotos, premios, cosas personales de los Justos de las naciones de la región de Odesa.

- Sala de la Victoria. Aquí hay fotografías de antiguos prisioneros del gueto que lucharon en el frente y héroes de la Unión Soviética que participaron en la liberación de la región de Odessa de los invasores nazis.

### Exposiciones temporales
El museo también presenta exposiciones temporales.
En el 75.º aniversario de la ocupación de Odesa durante la Segunda Guerra Mundial, el museo mostró la exposición "Documentos del período de la ocupación rumana de Odesa en 1941-1944 se presentó en el museo del Holocausto. De los fondos de Archivos Estatales de la Región de Odesa ".
En enero de 2012, con ocasión del Día Internacional de Conmemoración de las Víctimas del Holocausto, se expuso una colección de fotografías titulada "El Holocausto en Granito". La exposición está dedicada al trágico destino de los judíos de Odessa, Besarabia y Bukovina, destruidos por los invasores rumanos en 1941-1944. en el territorio entre el Bug Meridional y el Dniéster. Las fotos que formaron la base de la exposición fueron tomadas de expediciones realizadas en el período de 2011-12. Las expediciones son parte de un gran proyecto a largo plazo lanzado por el Museo del Holocausto de Odessa.
En 2017, se expuso en la colección del museo un minidiorama titulado «El gueto en Transnistria», que representaba el gueto judío típico en el territorio transnistrio, así como el diorama «El fusilamiento de judíos en Bogdanovka». Los dioramas fueron realizados por el maestro modelador odesita Yevgueni Kapuka.
El 6 de marzo de 2018, con ocasión del Día Europeo de los Justos, el museo presentó la exposición «Los clérigos y el Holocausto», creada por Pável Kozlenko.

## Metas y objetivos
Los organizadores del museo han puesto el objetivo principal en la labor del museo: recoger, conservar y transmitir a las generaciones futuras la historia de esta tragedia sin precedentes; conservar la memoria de los que sufrieron, de educar a una nueva generación de jóvenes capaces de resistir y evitar el resurgimiento del fascismo en el siglo XXI.
El director general del Comité Judío de Ucrania, Eduard Dolinski, considera que la misión principal del museo debe ser el desarrollo de los conocimientos en relación con el Holocausto, la preservación de la memoria de las víctimas, el desarrollo de la moral y de los valores espirituales.
Román Shvartsman, presidente de la asociación de ex prisioneros de los campos de concentración y guetos, llamó la atención sobre el hecho de que el museo lleva a cabo una labor educativa para los jóvenes, a fin de darles una idea de lo que es el Holocausto.
Pável Yefímovich Kozlenko, director del Museo y autor del libro histórico de referencia Geografía de la Catástrofe, enfatizó que, al explorar el aspecto sociocultural del Holocausto, llega la comprensión de cómo las personas en tales condiciones no podían perder su rostro humano.